# Rhyssemus sonatus
Rhyssemus sonatus är en skalbaggsart som beskrevs av Leconte och Horn 1881. Rhyssemus sonatus ingår i släktet Rhyssemus och familjen Aphodiidae. Inga underarter finns listade i Catalogue of Life.